# Канаваджа
Канаваджа (фр. Canavaggia, корс. Canavaghja) — коммуна во Франции, находится в регионе Корсика. Департамент коммуны — Верхняя Корсика. Входит в состав кантона Голо-Морозалья. Округ коммуны — Бастия.
Код INSEE коммуны — 2B059.

## Население
Население коммуны на 2008 год составляло 109 человек.
| 1962 | 1968 | 1975 | 1982 | 1990 | 1999 | 2008 |
| ---- | ---- | ---- | ---- | ---- | ---- | ---- |
| 106  | 124  | 111  | 100  | 77   | 98   | 109  |

## Экономика
В 2007 году среди 69 человек в трудоспособном возрасте (15—64 лет) 33 были экономически активными, 36 — неактивными (показатель активности — 47,8 %, в 1999 году было 50,0 %). Из 33 активных работали 30 человек (25 мужчин и 5 женщин), безработными были 3 женщины. Среди 36 неактивных 7 человек были учащимися или студентами, 10 — пенсионерами, 19 были неактивными по другим причинам.